# Савинська волость (Миргородський повіт)
Савинська волость — адміністративно-територіальна одиниця Миргородського повіту Полтавської губернії з центром у селі Савинці.
Старшинами волості були:
- 1900 року козак Савва Миколайович Ростовський[1];
- 1904 року козак Степан Григорович Петрик[2];
- 1913—1915 роках Іван Васильович Міщенко[3],[4].